# Stilpnotia dubia
Stilpnotia dubia är en fjärilsart som beskrevs av Aurivillius 1900. Stilpnotia dubia ingår i släktet Stilpnotia och familjen tofsspinnare. Inga underarter finns listade i Catalogue of Life.